# 川端 (鳥取市)
川端（かわばた）は、鳥取県鳥取市の町名。1 - 5丁目がある。郵便番号は680-0036。2024年（令和6年）8月31日現在の人口は676人。

## 地理
市の北東部、市街地の中央部。

## 歴史
江戸期は鳥取城下四十八町の1町で、町人地だった。

## 経済

### 産業
店舗・企業
- 鳥取信用金庫 鳥取西支店（4丁目）

かつて存在した企業
- 筧融通合名会社（金銭貸付、3丁目）[4]

## 地域

### 施設
宗教
- 出雲大社 鳥取分院

福祉
- 社会福祉法人 あすなろ会

組合
- 鳥取県石油協同組合

## 出身人物
- 稲村三伯（蘭学者、鳥取藩医） - 町医・松井如水の三男で藩医・稲村三杏の養子。日本最初の蘭和辞典『ハルマ和解』を完成させる[5]。
- 伊谷賢蔵（洋画家）
- 由谷敬吉（東京帝大野球部選手）
- 由谷正太郎[6]（呉服太物洋反物卸商[7]） - 1937年、米原章三と提携し、鳥取駅前にターミナルデパートとして丸由百貨店を設立し、自らは専務に就任する[6]。
- 由谷義治（運送業、鳥取県多額納税者[8]、鳥取市会議員、鳥取県会議員、衆議院議員）[6][7]